# Buffalo (Illinois)
Buffalo es una villa ubicada en el condado de Sangamon en el estado estadounidense de Illinois. En el Censo de 2010 tenía una población de 503 habitantes y una densidad poblacional de 532,08 personas por km².

## Geografía
Buffalo se encuentra ubicada en las coordenadas 39°51′00″N 89°24′32″O / 39.85000, -89.40889. Según la Oficina del Censo de los Estados Unidos, Buffalo tiene una superficie total de 0.95 km², de la cual 0.95 km² corresponden a tierra firme y (0%) 0 km² es agua.

## Demografía
Según el censo de 2010, había 503 personas residiendo en Buffalo. La densidad de población era de 532,08 hab./km². De los 503 habitantes, Buffalo estaba compuesto por el 98.21% blancos, el 0.4% eran afroamericanos, el 0.2% eran amerindios, el 0.2% eran asiáticos, el 0% eran isleños del Pacífico, el 0.2% eran de otras razas y el 0.8% pertenecían a dos o más razas. Del total de la población el 0.99% eran hispanos o latinos de cualquier raza.